# ويليام أي. بارستو
ويليام أوغسطس بارستو (13 سبتمبر 1813). – 13 ديسمبر 1865) كان رجل أعمال وسياسيًا ومديرًا عامًا أمريكيًا. وكان الحاكم الثالث ووزير الخارجية الثاني لولاية ويسكونسن ، وعمل كضابط في جيش الاتحاد خلال الحرب الأهلية الأمريكية . قبل أن تصبح ولاية ويسكونسن ولاية، كان له دور فعال في إنشاء مقاطعة واوكيشا .

## وقت مبكر من الحياة
ولد بارستو في بلينفيلد، كونيتيكت ، ونشأ هناك، وعمل في مزرعة عائلته وحضر المدارس المحلية. في سن السادسة عشرة، انتقل إلى نورويتش، كونيتيكت ، وعمل كاتبًا في متجر يملكه شقيقه صموئيل. :91قاموا فيما بعد بنقل أعمالهم إلى كليفلاند ، أوهايو . بعد ذعر عام 1837 ، انتقلت عائلة بارستو إلى إقليم ويسكونسن ، واستقرت في واوكيشا في عام 1839. في ذلك الوقت، كانت واوكيشا جزءًا من مقاطعة ميلووكي وكانت تُعرف باسم "قرية البراري" ولاحقًا "برايريفيل".

## إقليم ويسكونسن
قامت عائلة بارستو ببناء مطحنة دقيق وأصبحوا من رجال الأعمال البارزين في المستوطنة الجديدة. تم انتخاب ويليام مديرًا لمكتب البريد في القرية عام 1842، وانتُخب صموئيل لعضوية الهيئة التشريعية الإقليمية في عام 1845. ترشح ويليام لمنصب عمدة مقاطعة ميلووكي في عام 1843 على تذكرة الحزب الديمقراطي ، لكنه هزم من قبل المرشح المستقل إدوارد دي هولتون . في تلك الانتخابات، تضرر بارستو من انشقاقات الناخبين الديمقراطيين بسبب مزاعم بأنه ملأ المؤتمر بالأنصار لتأمين ترشيحه.

### انفصال واوكيشا
خلال هذا الوقت، بدأ التحريض في برايريفيل ومدن واوكيشا الأخرى لإنشاء مقاطعة منفصلة عن ميلووكي. كانت هناك عدة أسباب لذلك، ولكن ربما كان السبب الرئيسي هو رغبة سكان واوكيشا في الاحتفاظ بالمزيد من أموال الضرائب الخاصة بهم من أجل التحسينات المحلية، بدلاً من تمويل نمو ميلووكي ، وهو ما تصوروا به دورهم في ظل منظمة مقاطعة ميلووكي. :82أصبح آل بارستو من قادة حركة الانفصال، إلى جانب ألكسندر راندال ، الذين كانوا متحالفين معهم سياسيًا طوال هذه السنوات. صموئيل، الذي يعمل الآن في الهيئة التشريعية الإقليمية، رعى مشروع قانون في الهيئة التشريعية يطرح مسألة الانفصال للاستفتاء في المقاطعة المقترحة. وقد شهد الاستفتاء منافسة شديدة، لكنه تم إقراره في نهاية المطاف وسط مزاعم بالتزوير من كلا الجانبين. :83تمت إعادة تسمية مدينة برايريفيل إلى "واوكيشا" في عام 1847 وأصبحت مقرًا للمقاطعة الجديدة.

## الحياة السياسية

### وزير الخارجية
في مؤتمر ويسكونسن الديمقراطي في سبتمبر 1849، تم ترشيح بارستو لمنصب وزير خارجية ولاية ويسكونسن في الاقتراع الخامس، متغلبًا على شاغل الوظيفة توماس ماكهيو ومنافسين آخرين، بما في ذلك مايرون بي ويليامز وفريدريك دبليو هورن . واستمر في الفوز في الانتخابات العامة في نوفمبر، متغلبًا على مرشح الحزب اليميني ليفي ألدن ومرشح التربة الحرة إدوارد دي هولتون، وأصبح وزير خارجية ولاية ويسكونسن الثاني.
كوزير للخارجية، استهلكت ولاية بارستو الفضائح المرتبطة بفساد منح الأراضي الفيدرالية وعقود حكومة الولاية المرتبطة بالطباعة، واللجوء الجنوني بالولاية، وخزانة الولاية. على وجه الخصوص، تم تورطه من خلال بيان صادر عن محرر ماديسون أرجوس الذي ذكر تصميمه على الفوز بعقد طباعة حكومي حتى لو اضطر إلى "شراء بارستو والرصيد". ظلت العبارة عالقة في ذهن بارستو لبقية حياته المهنية.
خاض حملة مريرة في المؤتمرات الحزبية الديمقراطية في محاولة للحصول على إعادة الترشيح، ولكن في مؤتمر الولاية عام 1851، هُزم في الاقتراع الثالث على يد تشارلز د.روبنسون ، من مقاطعة براون.

### حاكم ولاية ويسكونسن
في عام 1852، تعافت سمعة بارستو بما يكفي لتمثيل ولاية ويسكونسن في المؤتمر الوطني الديمقراطي لعام 1852 في بالتيمور . لكن خلافاته القانونية استمرت، وخلال الجلسة التشريعية لعام 1853 ، ارتبط اسم بارستو بالعديد من أعمال الفساد المتهم بها في عزل قاضي محكمة دائرة ويسكونسن ليفي هوبل ، وقدم إفادة إلى الهيئة التشريعية بموجب أمر استدعاء . ومع ذلك، تمت تبرئة هوبل، ولم يتم توجيه أي تهم جديدة ضد بارستو.
ومع ذلك، أقرت الجلسة التشريعية نفسها أيضًا قانون الاعتدال بناءً على قانون المشروبات الكحولية في ولاية ماين ، مما أدى إلى إجراء استفتاء على مستوى الولاية حول هذه المسألة. أصبح بارستو معارضًا صريحًا للقانون، وتحدث ضده في جميع أنحاء الولاية. خلال صيف عام 1853 كان مؤيدًا اسميًا لـ أ. حياة سميث لتلقي ترشيح الحزب الديمقراطي لمنصب الحاكم وشارك في العديد من اجتماعات الحزب والمؤتمرات الحزبية التي تم فيها اختيار المندوبين. ومع ذلك، في مؤتمر الولاية، نظرًا لأن سميث لم يتمكن من الوصول إلى الأغلبية بعد 7 بطاقات اقتراع، فقد انسحب من السباق وشجع مندوبيه على دعم بارستو. تم ترشيح بارستو في الاقتراع الحادي عشر، متغلبًا بفارق ضئيل على جايروس سي فيرتشايلد . كما اعتمد المؤتمر قرارًا يدعو إلى إلغاء قانون الاعتدال.
في الانتخابات العامة التي أجريت في نوفمبر 1853 ، واجه بارستو مرشح التربة الحرة إدوارد د. هولتون للمرة الثالثة، وهزمه مرة أخرى وحصل على 54% من الأصوات على مستوى الولاية. أدى الحاكم بارستو اليمين في 2 يناير 1854. بصفته حاكمًا، دعم بارستو خط السكة الحديد المؤدي إلى المحيط الهادئ ووقف ضد محاولات حركة "لا أعرف شيئًا" لتقويض جنسية المولودين في الخارج أو إبطاء الهجرة. وكما وعد، فقد عارض قانون الاعتدال واستخدم حق النقض، على الرغم من أن الاستفتاء أظهر دعمًا شعبيًا لهذا الإجراء.
ومع ذلك، ظهرت مزاعم عن مخالفات مالية مرة أخرى، وهذه المرة تتعلق باستخدام أموال المدارس العامة والتأثير غير المناسب على القروض المدعومة من الدولة والنفقات الأخرى التي خصصها حلفاؤه في الهيئة التشريعية لعام 1854 التي يهيمن عليها الديمقراطيون. على الرغم من أنه كان قادرًا على تأمين إعادة ترشيحه من قبل الديمقراطيين في عام 1853، فقد بارستو الدعم داخل حزبه وكذلك في ولاية ويسكونسن بشكل عام.

### الانتخابات المتنازع عليها

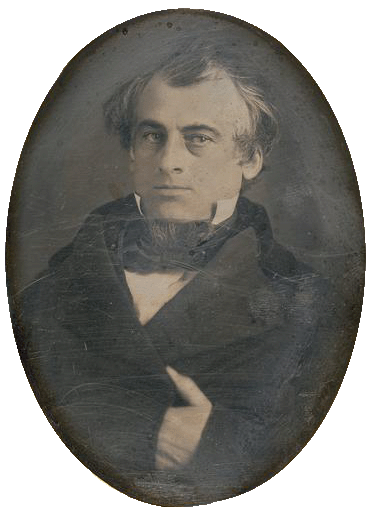
ويليام أ. بارستو في عام 1853

عندما ترشح بارستو لإعادة انتخابه في عام 1855 ، أُعلن في البداية فوزه على منافسه الجمهوري، كولز باشفورد ، بأغلبية 157 صوتًا فقط. ومع ذلك، ادعى باشفورد أن النتيجة كانت مزورة، وسرعان ما تم إثبات أن فوز بارستو كان بسبب نتائج انتخابات مزورة من مناطق غير موجودة في الجزء الشمالي ذي الكثافة السكانية المنخفضة من الولاية، بالإضافة إلى مخالفات أخرى مثل لوحتي فرز الأصوات المنفصلتين اللتين تدعيان الشرعية في مقاطعة Waupaca ومحاولة تقديم شهادات متضاربة.
مع تقارب وحدات الميليشيات المتنافسة في عاصمة الولاية ماديسون ، مهددة ببدء حرب أهلية داخل الولاية، تم تنصيب بارستو في حفل عام كامل في 7 يناير 1856. في نفس اليوم، أدى باشفورد اليمين أيضًا بهدوء كحاكم في غرف المحكمة العليا في ولاية ويسكونسن أمام رئيس المحكمة العليا إدوارد في ويتون .
المدعي العام لولاية ويسكونسن ، جورج بالدوين سميث ، رفع دعوى قضائية في المحكمة العليا في ولاية ويسكونسن لإزالة بارستو، الذي هدد بأنه "لن يتخلى عن منصبه حيًا". بعد الطعن في اختصاص المحكمة دون جدوى والإشارة إلى أن تيار الرأي العام قد انقلب ضده، رفض بارستو الطعن في مزاعم الاحتيال وأرسل استقالته إلى المجلس التشريعي في 21 مارس 1856، تاركًا نائب الحاكم، آرثر ماك آرثر ، قائمًا بالإنابة. محافظ حاكم. في 24 مارس، منحت المحكمة بالإجماع منصب الحاكم لباشفورد بأغلبية 1009 أصوات في قضية آتي. الجنرال السابق rel. باشفورد ضد بارستو .

## الحياة في وقت لاحق
انتقل بارستو إلى جينسفيل، ويسكونسن ، حيث افتتح بنكًا وروج للعديد من مخططات بناء السكك الحديدية، وأصبح رئيسًا لسكة حديد سانت كروا وبحيرة سوبيريور. لم تكن مشاريعه التجارية ناجحة في الغالب حيث فشل بنكه في ذعر عام 1857 ، وتعرضت شركته للسكك الحديدية إلى فضيحة رشوة أخرى. ومع ذلك، ظل منخرطًا في السياسة الديمقراطية، وعمل كمندوب عن ولاية ويسكونسن في المؤتمرات الوطنية الديمقراطية في عام 1860 ، حيث عمل على ترشيح وانتخاب ستيفن أ.دوغلاس .

## خدمة الحرب الأهلية
بعد اندلاع الحرب الأهلية الأمريكية ، كتب بارستو إلى الجنرال جون سي فريمونت ، الذي تم تعيينه قائدًا لقسم الغرب ، وعرض عليه رفع فوج من سلاح الفرسان. في الأشهر الفاصلة، خفضت وزارة الحرب الأمريكية طلبها لأفواج فرسان متطوعين إضافية وألغت الترخيص لفوج بارستو، ولكن بعد مناشدات من بارستو والحاكم ألكسندر راندال ، مما يدل على أن الفوج كان على وشك الانتهاء، استعادت وزارة الحرب سلطته. :96تم حشد فوج فرسان ويسكونسن الثالث في خدمة جيش الاتحاد تحت قيادة العقيد ويليام بارستو في 31 يناير 1862، في كامب بارستو، بالقرب من جينسفيل، وغادر الولاية في 26 مارس متجهًا إلى سانت لويس . :909
بعد وقت قصير من وصولهم إلى سانت لويس، تم تعيين العقيد بارستو عميدًا لمشير ولاية كانساس وتم توزيع الفوج في جميع أنحاء الولاية في مهمة العميد. خلال معظم فترة عمله في هذا الدور، عمل العقيد بارستو في فورت ليفنوورث . بعد أشهر فقط من بدء خدمته، أصيب العقيد بارستو بالمرض، وبعد معاناة لعدة أشهر، وافق على إعادة تعيينه في صيف عام 1863 لرئاسة المحاكم العسكرية في سانت لويس بولاية ميسوري. :914تم سحبه من الخدمة في 4 مارس 1865، وحصل على ترقية بأثر رجعي إلى رتبة عميد من المتطوعين في 13 مارس 1865 
بقي في ليفنوورث، كانساس ، بعد ترك الخدمة والمزايدة على عقد في سجن الولاية. كما انتقل اثنان من أبنائه إلى المدينة. واستمرت صحته في التدهور خلال السنوات التي قضاها في الحرب، حيث كان يعاني من الإسهال المزمن . توفي في ليفنوورث، كانساس ، في 13 ديسمبر 1865 

## العائلة والإرث
كان ويليام أ. بارستو متزوجًا من ماريا كوارلز من كينوشا بولاية ويسكونسن . كان لديهم أربعة أبناء.
كان بارستو نجل ويليام أوغستا بارستو وسالي هول بارستو. كان أعمامه جون وإبنيزر بارستو متطوعين في الجيش القاري في الحرب الثورية الأمريكية . حفيد إبنيزر بارستو، جون إل بارستو ، كان الحاكم التاسع والثلاثين لولاية فيرمونت .

## أنظر أيضا
- فوج فرسان ويسكونسن الثالث
- قائمة حكام ولاية ويسكونسن
- 1855 انتخابات حاكم ولاية ويسكونسن

## روابط خارجية
- Regimental history of the Third Wisconsin Cavalry
- William Augustus Barstow على موقع فايند أغريف
- Barstow, William A. at Our Campaigns

| مناصب عسكرية             | مناصب عسكرية                                       | مناصب عسكرية |
| ------------------------ | -------------------------------------------------- | ------------ |
| {{{reason}}}             | قيادة فوج الفرسان المتطوع الثالث في ولاية ويسكونسن | تبعه         |
| المناصب الحزبية السياسية |                                                    |              |
| سبقه                     | ديمقراطي مرشح لمنصب وزير خارجية ولاية ويسكونسن     | تبعه         |
| سبقه                     | ديمقراطي مرشح لمنصب حاكم ولاية ويسكونسن            | تبعه         |
| المناصب السياسية         |                                                    |              |
| سبقه                     | وزير خارجية ولاية ويسكونسن                         | تبعه         |
| سبقه                     | حاكم ولاية ويسكونسن                                | تبعه         |

قالب:WISecretariesOfState